# Zikmund Báthory
Zikmund Báthory (maďarsky Báthory Zsigmond, maďarsky Sigismund Báthory) (20. března 1572 Oradea – 27. března 1613 Praha) byl vévoda sedmihradský. Vnuk Štěpána VIII. Báthoryho, syn Kryštofa Báthoryho a Isabely Kristýny Bocskaiové. 

## Život

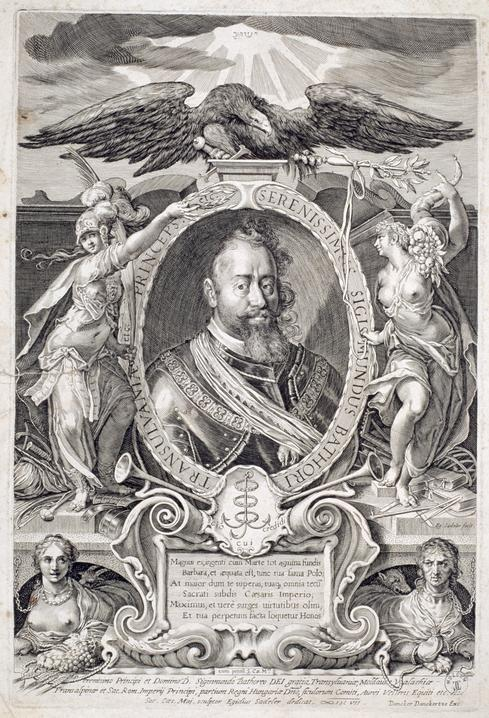
Eligius II. Sadeler, Portrét Zikmunda Báthoryho, mezi 1606-1610

Po svém otci nastoupil jako vévoda sedmihradský, od roku 1599 však tuto zemi vyměnil s Rudolfem II. za Knížectví opolské a ratibořské. 
Roku 1604 obdržel inkolát v Čechách. Dne 22. srpna 1606 dostal od císaře Rudolfa k doživotnímu užívání libochovické panství. Od té doby sídlil na tamním zámku. Dále byl vyznamenán Řádem Zlatého rouna. Svůj statut zasloužilého válečníka a dvořana reprezentoval mimo jiné grafickým portrétem, objednaným u Aegidia II. Sadelera. Dal se zpodobit s alegorickými postavami Slávy (která jej věnčí) a Bohatství, (s rohem hojnosti). 
V roce 1610 byl za spiknutí proti císaři zatčen a na 14 měsíců uvězněn v Praze. Po propuštění žil v Libochovicích, kde byl stižen mozkovou mrtvicí a zemřel. Byl pohřben v katedrále svatého Víta na Pražském hradě v Černínské kapli pod náhrobní deskou s latinským nápisem.